# 칼 웨더스
칼 웨더스(Carl Weathers, 1948년 1월 14일~2024년 2월 1일)는 미국의 배우, 전직 미식축구 선수이다.

## 출연 작품
- 시카고 저스티스(2017)
- 토이 스토리 공포의 대탈출(2013)
- 아메리칸 배틀쉽(2012)
- 아메리칸 워십(2011)
- 더 컴백스(2007)
- 새스콰치 갱(2006)
- 에이리언 시즈(2005)
- 어레스티드 디벨롭먼트(2003)
- 리틀 니키(2000)
- 샤도우 워리어스 2(1998)
- 샤도우 워리어스(1997)
- 해피 길모어(1996)
- OP 센터(1995)
- 허리케인 스미스(1992)
- 액션 잭슨(1988)
- 머나먼 정글(1987)
- 프레데터(1987)
- 흑과 백(1986)
- 록키 4(1985)
- 록키 3(1982)
- 죽음의 추적자(1981)
- 록키 2(1979)
- 버뮤다 깊숙이(1978)
- 우정의 마이애미(1978)
- 나바론 요새 2(1978)
- 미지와의 조우(1977)
- 록키(1976)
- 벅타운(1975)

### 텔레비전
- In the Heat of the Night(1993~95)